# Biblioteca Villa Urbani
La Biblioteca comunale Villa Urbani è una biblioteca di Perugia, con sede in via Pennacchi. Fa parte del Sistema bibliotecario comunale, che comprende la Biblioteca Augusta, la Biblioteca degli Arconi, Biblionet nel quartiere di Ponte San Giovanni, la Biblioteca San Matteo degli Armeni, la Biblioteca Sandro Penna nel quartiere di San Sisto e il Bibliobus, la biblioteca itinerante.

## Storia
Nata nel 1964 come Biblioteca dei ragazzi con sede in via Fiorenzo di Lorenzo poi in via Quieta, la Biblioteca "Villa Urbani" è nell'attuale sede di via Pennacchi dal 1994, ed è stata probabilmente la prima biblioteca in Umbria ad introdurre, accanto ai libri, documenti multimediali e postazioni Internet. Il 29 aprile 2010 la biblioteca, in seguito a un sondaggio tra gli utenti, ha abbandonato il nome di "Biblioteca Multimediale" assumendo quello di Villa Urbani.
Dal febbraio 2022 è chiusa al pubblico a causa di problemi strutturali.

## L'edificio
La biblioteca si trova in una villa realizzata negli anni quaranta dall'architetto Pietro Fringuelli per volere del tipografo e litografo perugino Mario Urbani (Perugia 30 gennaio 1908, Perugia 28 gennaio 1986). Nel 1991 Villa Urbani è entrata a far parte del patrimonio immobiliare del Comune di Perugia. L'edificio, in stile neoliberty, ha mantenuto nelle successive operazioni di ristrutturazione intatte le sue caratteristiche architettoniche: le ampie scale in marmo che collegano i vari piani, le porte con belle forme geometriche, i pavimenti interni in legno, marmo e travertino, alcune decorazioni in legno che si trovano nelle stanze del piano terra e che fanno parte dell'arredo murale. Il piano terra è caratterizzato da un porticato che percorre la struttura con pilastri in travertino. In ogni piano sono presenti ampie terrazze. La biblioteca è circondata da un'area verde, di circa 2.000 m², sistemata a piazzale e giardino, in parte ornato con alberi di alto fusto.
Nel novembre 2009 sono stati realizzati lavori di ristrutturazione per mettere a giorno il camino in travertino e la cucina originale in muratura che attualmente ospita i libri e le riviste dedicate alla cucina (tra i libri si ricordano alcuni ricettari donati da Clara Sereni e usati dalla scrittrice per il suo romanzo Casalinghitudine), ricavando così uno spazio dedicato alla lettura e alla conversazione.

## L'organizzazione degli spazi e delle raccolte
Distribuita su tre piani, dispone di un ampio giardino alberato che circonda tutta la struttura e di terrazzi. Al piano terra si trovano le sale di consultazione, lettura e conversazione, lo spazio dedicato alla musica e alle ricerche veloci, la sala studio e le postazioni per la consultazione dei cataloghi in linea. Al primo piano sono dislocate le sale di letteratura, la sala multimediale con postazioni internet e videoscrittura e la sala destinata ai bambini e ragazzi. All'ultimo piano, oltre agli uffici, si trovano la sezione dedicata al cinema, al teatro e lo Spazio genitori con i libri riguardanti la genitorialità, la sala conferenze dotata di strumentazione per la realizzazione di incontri e proiezioni video ed uno spazio lettura e conversazione. L'intera collezione – libri, riviste, documenti multimediali – è direttamente disponibile a scaffale. La biblioteca aderisce al progetto Nati per leggere.